# Breonadia salicina
Breonadia salicina là một loài thực vật có hoa trong họ Thiến thảo. Loài này được (Vahl) Hepper & J.R.I.Wood mô tả khoa học đầu tiên năm 1982.